# Kanegasaki-gū
Le Kanegasaki-gū (金崎宮) est un sanctuaire shinto situé à Tsuruga dans la préfecture de Fukui au Japon. Son principal festival se tient tous les 6 mai. Il a été fondé en 1890 et il est le lieu de vénération du kami des princes Takanaga et Tsunenaga. C'est l'un des quinze sanctuaires de la restauration de Kenmu.
Dans le précédent système moderne de classement des sanctuaires shinto, le Kanegasaki-gū était un sanctuaire impérial de second rang (官幣中社, kanpei-chūsha).

## Source de la traduction
- (en) Cet article est partiellement ou en totalité issu de l’article de Wikipédia en anglais intitulé « Kanegasaki-gū » (voir la liste des auteurs).